# Palpita isoscelalis
Palpita isoscelalis là một loài bướm đêm trong họ Crambidae.